# Rover (ishockey)
 For alternative betydninger, se Rover. (Se også artikler, som begynder med Rover)
En rover var en bestemt spiller på et ishockeyhold. Betegnelsen blev anvendt fra sportens oprindelse i slutningen af 1800-tallet og i begyndelsen af 1900-tallet. På den tid bestod ishockeyhold af syv spillere: en målmand, to backs, tre forwards og en rover. I modsætning til alle de andre havde roveren ikke en fast position på banen, men kunne bevæge sig frit.
Efterhånden som spillerne blev bedre og bedre faldt behovet for at have en rover på holdene. National Hockey Association afskaffede roveren kort efter ligaens oprettelse i 1910, og NHA's efterfølger, National Hockey League, fulgte efter i 1917. Pacific Coast Hockey Association, der blev oprettet i 1911, beholdt imidlertid roveren. Western Canada Hockey League beholdt også roveren, da den blev grundlagt i 1921.
Eftersom NHA (og senere NHL) ikke spillede med en rover, men PCHA gjorde, blev der foretaget et kompromis i kampene om Stanley Cup, som på det tidspunkt var en udfordringspokal. Kampene blev skiftevis spillet med NHA/NHL- og PCHA-regler.
Ved den første olympiske ishockeyturnering i 1920 blev der spillet med en rover, men positionen blev afskaffet til de efterfølgende lege.
I 1923 valgte både PCHA og WCHL at afskaffe roveren, da men anså spilleren for skabe trængsel på isen og dermed sænke tempoet i kampene. Denne beslutning medførte af roveren permanent forsvandt fra professionel ishockey.